# Plesiophantes joosti
Plesiophantes joosti là một loài nhện trong họ Linyphiidae.
Loài này thuộc chi Plesiophantes. Plesiophantes joosti được miêu tả năm 1981 bởi Heimer.